# Gare de Wœlfling-lès-Sarreguemines
La gare de Wœlfling-lès-Sarreguemines est une gare ferroviaire française, fermée, de la ligne de Haguenau à Hargarten - Falck, située sur le territoire de la commune de Wœlfling-lès-Sarreguemines, dans le département de la Moselle en région Grand Est.
C'est une halte voyageurs de la Société nationale des chemins de fer français (SNCF), fermée provisoirement à partir du 18 décembre 2011 à la suite d'un glissement de terrain. Sur décision des autorités de transport, la ligne ferroviaire est définitivement fermée en 2014 et reportée sur la route.

## Situation ferroviaire
Établie à 343 mètres d'altitude, la gare de Wœlfling-lès-Sarreguemines est située au point kilométrique (PK) 72,452 de la ligne de Haguenau à Hargarten - Falck, entre les gares de Rohrbach-lès-Bitche (fermée) et de Sarreguemines. Elle se trouve sur la section inexploitée de la ligne, entre Niederbronn-les-Bains et Sarreguemines.

## Histoire
La gare de Wœlfling est mise en service le 8 décembre 1869, lorsque la compagnie des chemins de fer de l'Est ouvre à l'exploitation la section de Sarreguemines à Niederbronn-les-Bains de la ligne d'Haguenau à Hargarten - Falck.
En décembre 2011, la ligne est endommagée par un glissement de terrain entre Lemberg et Bitche. Dégagée et consolidée, la voie ne permet plus qu'une vitesse limitée à 10 km/h sur un tronçon d'environ 300 mètres. Les autorités des transports : ministère, SNCF et région reculent devant le coût présenté par Réseau ferré de France (RFF) pour la remise en état de la voie, environ 40 millions d'euros, et décident de fermer la ligne au service voyageurs en reportant la desserte sur route.

## Service routier de substitution
Depuis la fermeture de la halte ferroviaire le 18 décembre 2011, Wœlfling est desservie par des autocars TER Lorraine de la ligne Sarreguemines - Bitche.

## Patrimoine ferroviaire
Le bâtiment voyageurs d'origine est toujours présent sur le site. Il est composé de deux parties à étages sous toiture à deux pentes : un corps principal de trois travées et une extension d'une travée à pignons transversaux. 
En 2016, l'association Archaeopteryx, qui a pour objectif « de redonner vie au patrimoine ferroviaire », obtient les autorisations nécessaires pour faire circuler, pendant le week-end de Pâques, cinq vélos-rail sur un parcours de deux kilomètres, en direction de Sarreguemines. Les circulations auront pour lieur de départ et de retour le site de la gare, le bâtiment étant ouvert pour présenter une exposition de « maquettes de trains »,. 